# Josef Šorm
Josef Šorm (Dvůr Králové nad Labem, 2 de março de 1932) é um ex-jogador de voleibol da República Tcheca que competiu pela Tchecoslováquia nos Jogos Olímpicos de 1964.
Em 1964, ele fez parte da equipe tchecoslovaca que conquistou a medalha de prata no torneio olímpico, no qual participou de oito partidas.